# Цілинна балка (Великобілозерська сільська рада)
Ціли́нна ба́лка — ентомологічний заказник місцевого значення в Україні. Об'єкт розташований на території Великобілозерського району Запорізької області, в межах земель Великобілозірської сільської ради, бригада № 2, між IV-V полями сівозміни.
Площа 2 га, статус отриманий у 1984 році. 